# Alfons X (métro de Barcelone)
Alfons X est une station de la ligne 4 du métro de Barcelone.

## Situation sur le réseau
La station est située sous l'avenue du Guinardó (Ronda del Guinardó), sur le territoire de la commune de Barcelone, dans le district de Horta-Guinardó. Elle s'intercale entre Guinardó | Hospital de Sant Pau et Joanic.

## Histoire
La station est ouverte au public 1974, lors de la mise en service du prolongement de la ligne 4 depuis Joanic.

## Services aux voyageurs

### Accès et accueil
La station dispose de deux voies et deux quais latéraux.

## À proximité
La station se trouve à proximité immédiate du parc des Eaux (Parc de les Aigües).